# Podocnemis vogli
La tortuga de río sabanera o galápago llanero (Podocnemis vogli) es una especie de tortuga de la familia Podocnemididae, es endémica del norte de América del Sur específicamente de Colombia y Venezuela.

## Etimología
El nombre científico de la especie, vogli, fue puesto en honor del padre Cornelio Vogl (1884-1959), que fue un misionero benedictino en Venezuela de 1925 a 1959.

## Distribución

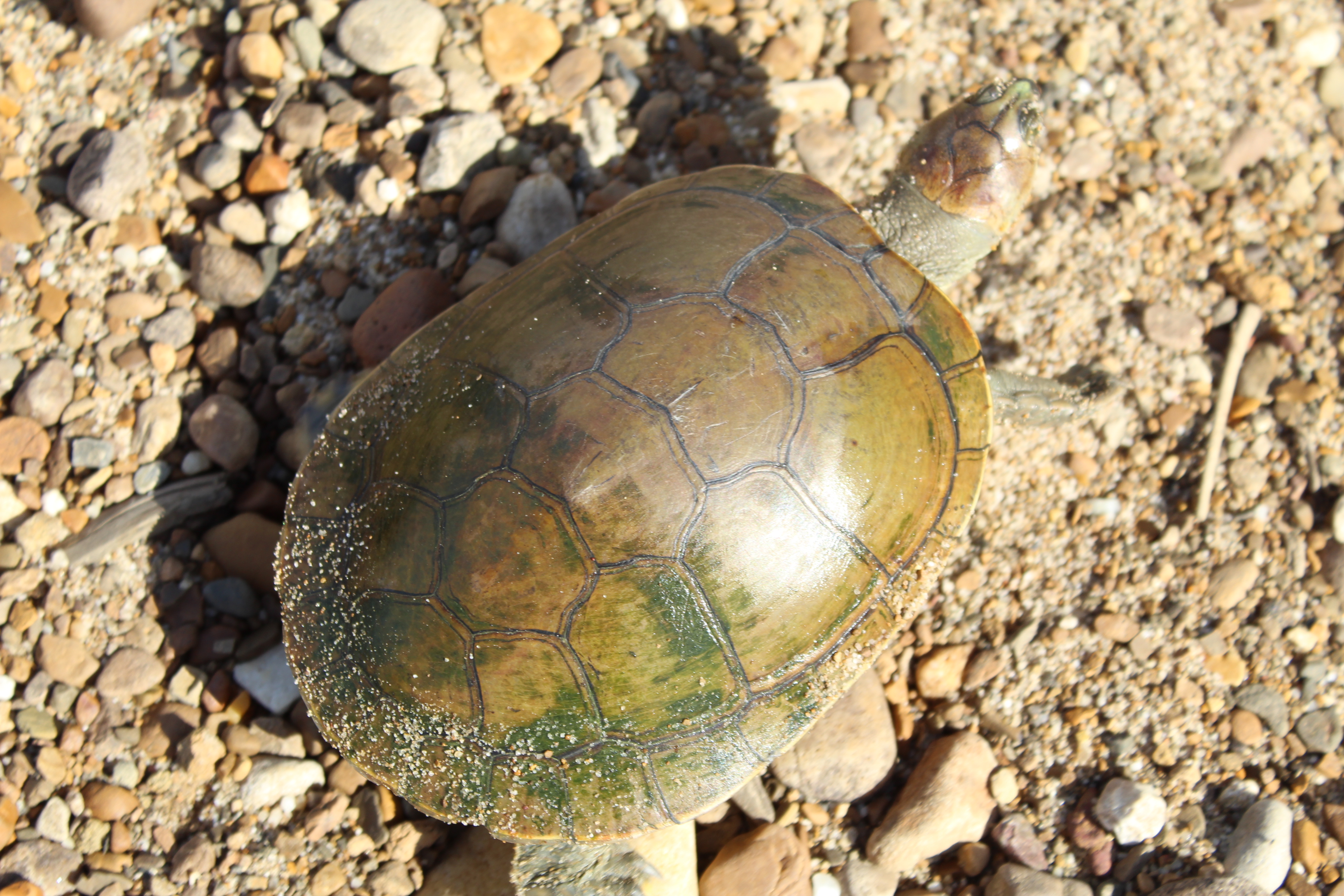
Podocnemis vogli en Maní, Colombia

Esta especie es endémica del norte de América del Sur, y se puede encontrar en:
Colombia en los departamentos de Arauca, Boyacá, Casanare, Meta y Vichada.
En Venezuela en los estados Anzoátegui, Apure, Barinas, Bolívar, Cojedes, Delta Amacuro, Guárico, Monagas y Portuguesa.
Además fue introducida en el estado venezolano del Zulia.